# BloodRayne 2
BloodRayne 2 (Remastered Windows-Version BloodRayne 2: Terminal Cut, BloodRayne 2: ReVamped für die Konsolen-Version) ist ein Computerspiel des Entwicklers Terminal Reality. Es wurde am 12. Oktober 2004 von Majesco Entertainment veröffentlicht und ist die Fortsetzung von BloodRayne.

## Inhalt
Rayne kämpft nun nicht mehr nur für die „Brimstone Society“, sondern ist zusammen mit ihrem Begleiter Severin auf der Suche nach ihrem verhassten Vater Kagan. Gerüchten zufolge soll der totgeglaubte ehemalige Nazi-Kollaborateur eine gewaltige Explosion vor 60 Jahren überlebt haben. Die letzten 60 Jahre verbrachte Rayne zudem damit, die anderen Kinder Kagans, ihre Dhampir-Halbgeschwister, aufzuspüren und zu töten. Sie entdeckt während ihrer Nachforschungen, dass die Vampire nun durch das sogenannte Shroud in der Lage sind, den Himmel mit einer blutfarbenen Wolke zu überziehen, die es ihnen ermöglicht, am helllichten Tage umherzuwandeln. Nach der Umsetzung dieses Planes durch die Vampire kommt es zum weltweiten Chaos und Rayne plant den Tod ihres Vaters, um die Menschheit retten zu können. Zusammen mit ihrem Begleiter Severin kämpft sie sich bis zu Kagans Turm. Als besondere Widersacher agieren ihre Halbschwestern Ephemra und Ferril, die die Macht Kagans zu übernehmen gedenken. Schließlich kommt es zum finalen Duell zwischen Vater und Tochter. Rayne tötet Kagan, was jedoch nicht ausreicht, um die Zerstörung der Welt ungeschehen zu machen. Die „Brimstone Society“ hat sich bisher zurückhaltend gezeigt, kämpft jetzt jedoch energisch und hart gegen die Vampir-Invasoren. Dadurch werden auch Rayne und Severin in Mitleidenschaft gezogen und als Feinde angesehen, weshalb sie sich nach anderen Bündnispartnern beim Wiederaufbau der Welt umsehen. Das Spiel endet in einem Cliffhanger.

## Spielprinzip
Wie im Vorgänger ist das Spiel ein Third-Person-Shooter und Action-Adventure. Der Schwerpunkt der Actioneinlagen liegt im Nahkampf. Dem Subgenre Hack and Slay getreu, benutzt der Spieler die beiden an Raynes Unterarmen befestigten Klingen zum Bekämpfen der Gegner. Während das Nahkampfsystem am Anfang noch relativ simpel gestaltet ist, wird es mit fortwährender Spieldauer abwechslungsreicher, da die verschiedenen Angriffsmanöver und Spezialbewegungen erst nach und nach durch den Spielfortschritt freigeschaltet werden.
Um Raynes Lebensenergie nach Verletzungen wieder aufzufrischen, saugt die Halbvampirin ihren Gegnern das Blut aus und füllt somit ihre eigene Lebensenergieleiste. Die im Spiel verwendeten Schusswaffen können aufgrund des aus der Tomb-Raider-Serie bekannten Auto-Ziel-Systems komfortabel aus allen Lagen abgefeuert werden. Rayne kann in Teil 1 so gut wie jeden Waffentyp in beiden Händen gleichzeitig führen. In Teil 2 trägt Rayne nur ihre mit Blut gespeisten „Carpathian Dragons“, zwei mit verschiedenen Munitionstypen ladebare Handfeuerwaffen. Diese verfügen über separate Blutvorräte, können aber bei Bedarf auch direkt von Raynes eigenem Blutvorrat gespeist werden. Rätsel beschränken sich meist nur darauf, Schlüsselkarten für verschlossene Türen zu finden und einzusetzen, der Schwerpunkt liegt klar bei der Action. Lediglich kurze Jump-’n’-Run- und Geschicklichkeitseinlagen (ähnlich wie bei den neueren Prince-of-Persia-Spielen) lockern in BloodRayne 2 die Kämpfe auf.
Am Ende einiger Level muss der Spieler auch einen Endgegner bekämpfen, der meist einen Schwachpunkt hat, den es erst herauszufinden gilt. Oft ist dieser nur durch geschicktes Anwenden von Raynes Vampirkräften zu bezwingen. Zu diesen Kräften zählen der Zeitlupeneffekt, eine spezielle Vampirsicht, ein Berserkermodus, Gedankenkontrolle, und der sogenannte „Ghost Feed“ durch den sich ein Geist von Rayne losreißt und einen Gegner aussaugt, während Rayne normal weiterkämpfen kann. In BloodRayne 2 bekommt Rayne für die meisten kniffligen Passagen Hinweise per Funk von ihrem Begleiter Severin. Beide Spiele weisen in der originalen Version einen sehr hohen Gewaltdarstellungsgrad (Blut, Zerstückelungen etc.) auf.

## Veröffentlichung
Anders als im Vorgänger erschien es in Deutschland, allerdings nur in einer stark zensierten Form. Damit die USK überhaupt eine Alterskennzeichnung erteilt, wurde die Gewaltdarstellung auf ein Minimum reduziert. Trotzdem erhielt diese stark geschnittene deutsche Version Keine Jugendfreigabe. Eine ungeschnittene deutsche Version wurde in Österreich und in der Schweiz veröffentlicht. Die ungeschnittene Fassung von BloodRayne 2 wurde in Deutschland indiziert. Diese Indizierung wurde im Oktober 2021, gleichzeitig mit der des Vorgängers, wieder vorzeitig aufgehoben. In technischer Hinsicht wurde Teil 2 weiterentwickelt und erneuert. Das grundlegende Gameplay des Vorgängers wurde beibehalten.

## Rezeption
Laut Metacritic erhielt BloodRayne 2 „durchschnittliche“ Kritiken auf allen Plattformen.